# ارتباط فرانسوی ۲
ارتباط فرانسوی ۲ (به انگلیسی: French Connection II) محصول ۱۹۷۵ فیلمی در ژانر درام و جنایی با هنرمندی جین هکمن و کارگردانی جان فرانکن‌هایمر است. این فیلم دنبالهٔ ارتباط فرانسوی است.

## داستان فیلم
همیشه در تعقیب فروشنده مواد مخدر آلن شارنیه، او می‌آید به از بین بردن شبکه آمریکایی و تنها کسی است که می‌تواند شارنیه را شناسایی کند. دویل، پلیس کینه‌توز نیویورکی به مارسی می‌رسد جایی که او با بازرس بارتلمی تماس می‌گیرد. اما نسبتاً به سردی با او برخورد می‌شود، همتایان فرانسوی او را از حمل سلاح منع می‌کنند به علت ندانستن زبان فرانسه و مشکلی که در ارتباط دارد سبب نمی‌شود که منصرف شود و او به تحقیقات خود لجوجانه ادامه می‌دهد و او بدون اینکه متوجه شود پلیس فرانسه از او در دستگیری شارنیه استفاده می‌کند.